# Bel Hadj El Maafi
Bel Hadj El Maafi (en árabe: بَلْحَاجّ ٱلْمْعَفِي), a veces conocido como Bel Hadj Ben Maafi (en árabe: بَلْحَاجّْ بَن مْعَفِي), (2 de octubre de 1900 - 22 de febrero de 1999) fue un imán, morabito, resistente y muftí francés y argelino nacido en el oasis de Lichana, cerca de Biskra, que ejerció en la ciudad de Lyon desde 1923 hasta su muerte.
Actuando como intermediario privilegiado entre las autoridades francesas y los argelinos en Lyon, se unió a la Resistencia y salvó a numerosos judíos durante la Segunda Guerra Mundial.
Antes y durante la Guerra de Argelia, El Maafi optó por colaborar con las autoridades francesas y se mantuvo en contra de la independencia de Argelia. Sus vínculos con las autoridades francesas lo convirtieron en un objetivo, y en el contexto de la Guerra de los Cafés entre el Movimiento Nacional Argelino (MNA) y el Frente de Liberación Nacional (FLN), fue blanco de un atentado del FLN del cual sobrevivió.
A pesar de las disputas políticas que ocurrieron durante la Guerra de Argelia, fue muy apreciado por la comunidad musulmana de Lyon hasta su muerte, especialmente debido a su longevidad y sus visitas a prisioneros, enfermos y militares musulmanes, pero dejó un recuerdo mixto entre algunos antiguos militantes del FLN.
Fue el primer imán de Lyon y el primer líder religioso musulmán en tener una mezquita en la ciudad.

## Juventud y entreguerras
Bel Hadj El Maafi nació el 2 de octubre de 1900 en el oasis de Lichana, a diez kilómetros de la ciudad de Biskra, en la Argelia francesa. Provenía de una familia de imanes, su padre, Maafi Ben Abdelbaki, también lo era, y su hermano homónimo era capellán militar que fue mort pour la France el 28 de abril de 1918 en Verona, Italia, durante la Primera Guerra Mundial, a la edad de 21 años. Su madre se llamaba Salam Khadouje.
Después de estudios coránicos, se trasladó a la Francia metropolitana en 1923. Fue enviado a Lyon por la cofradía sufí Rahmaniyya, a la cual pertenecía y que era en ese momento la cofradía más importante de Argelia. Específicamente, el líder de la zauia de Tolga, Hadj Ben Ali Ben Othman, lo envió a la Francia metropolitana. Fue un morabito sufí, es decir, un líder religioso sufí del Magreb.
Cuando llegó a la metrópoli, hablaba muy mal francés, pero aprendió poco a poco. Desde 1923, se convirtió en capellán castrense de un regimiento de tirailleurs.

En 1933, con la ayuda del alcalde de Lyon, Édouard Herriot, y el prefecto de Ródano, Achille Villey-Desmeserets, solicitó la apertura del primer lugar de culto musulmán en Lyon. Esta solicitud fue rechazada por el ministro del Interior, Camille Chautemps, quien declaró:
"Estos llamados mokkadems buscan, bajo el pretexto del proselitismo religioso, ventajas puramente temporales, en particular donaciones de dinero extorsionadas a sus correligionarios musulmanes."
Desde la década de 1930, colaboró con las autoridades francesas, convirtiéndose en secretario adjunto del Comité de Protección de los Trabajadores del Norte de África, así como auxiliar del Servicio de Norteafricanos de la prefectura de Ródano, cuya tarea incluía vigilar a la comunidad argelina e identificar a individuos independentistas. Para ello, ayudó a Julien Azario, un funcionario de la prefectura, un resistente francés y Justo entre las Naciones, en su labor de vigilancia.
Además de estos lazos, durante el período de entreguerras, El Maafi se desempeñó como capellán militar y visitó a los musulmanes condenados a muerte en prisión a partir de 1931, como Abdelkader Rakida, condenado a muerte por disparar a dos policías que lo habían detenido. También estuvo activo en la asistencia a los enfermos, interviniendo frecuentemente en los hospitales.

## Resistencia francesa

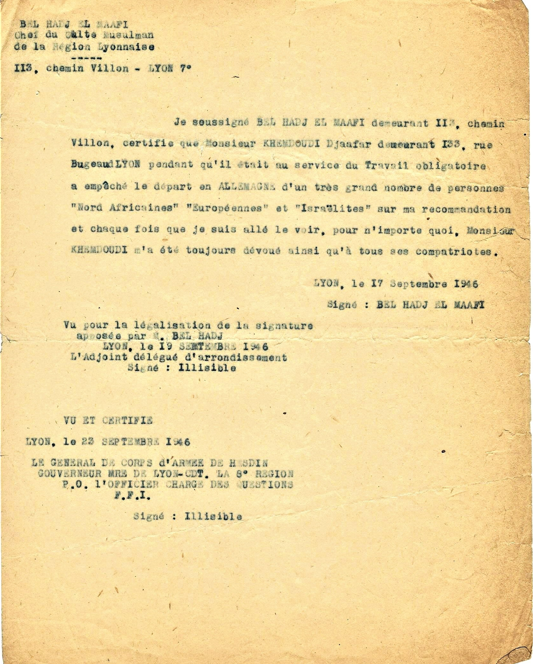
Testimonio del imán Bel Hadj El Maafi sobre Djaafar Khemdoudi

Durante la ocupación de Francia, se unió a la resistencia y desempeñó varios roles. En primer lugar, parece que proporcionó información a la resistencia interior francesa sobre los resistentes musulmanes para evitar que infiltrados y colaboradores se infiltraran en la resistencia. En este contexto, parece haber reclutado a Djaafar Khemdoudi para unirse a la resistencia, como expresó en una carta al gobernador militar de Lyon en 1946. Mantuvo una fachada de simpatía hacia las autoridades colaboracionistas junto con Julien Azario, pero resistió en secreto. Por ejemplo, sacrificó un cordero en la Maison des Africains de la rue Saint Antoine el 8 de diciembre de 1943, el día de Eid al-Adha, en presencia de Alexandre Angeli, prefecto colaboracionista de Ródano, Julien Azario y el líder de la Milicia de Lyon. También participó en una ceremonia similar en 1942.

Además, aunque aparentemente nunca lo mencionó, salvó a muchos judíos sefardíes marroquíes,en particular la comunidad de Saint-Fons, según un informe de los Servicios de Inteligencia Generales (DRG) en 1950, que afirma que:
"Aprovechó muchas veces sus funciones de intérprete ante la brigada norteafricana para emitir falsas tarjetas de identidad a los israelitas marroquíes, en particular a los de la comuna de Saint-Fons."
Esta acción de rescate de judíos de Saint-Fons probablemente está relacionada con las acciones de Djaafar Khemdoudi en la misma comuna, donde salvó a niños judíos. También trabajó en colaboración con Jacob Kaplan, el Gran Rabino de Francia, y Pierre Gerlier, el cardenal y arzobispo de Lyon.
Además, estableció redes con la resistencia espiritual contra el nazismo, enterrando clandestinamente a los fallecidos de la resistencia y los afectados por bombardeos junto con el hermano Benoît, un resistente, con quien mantuvo una relación amistosa después de la guerra y participó en manifestaciones de antiguos resistentes. También mantuvo relaciones amistosas con el pastor Roland de Pury y el padre Chaillet.

## Posguerra

### La Resistencia como línea unificadora y la ruptura de la Guerra de Argelia
Después de la Segunda Guerra Mundial, Bel Hadj El Maafi continuó participando en reuniones de antiguos combatientes de la resistencia y manifestando con ellos. Representó a los resistentes argelinos y a los detenidos en la prisión de Montluc en ceremonias oficiales y habló extensamente sobre el Holocausto desde la década de 1945-1950. El Maafi representó una idea de concordia nacional en torno a la resistencia, este fue el mensaje que buscó expresar en sus discursos, tratando de acercarse a las comunidades judías de la Francia metropolitana, muchas de las cuales procedían del norte de África y habían vivido en los mismos lugares que los musulmanes. En 1948, participó en una peregrinación al lugar de la masacre de Bron, junto con el Gran Rabino de Lyon, Salomon Poliakof, y el Arzobispo de Lyon, Pierre Gerlier, donde 109 prisioneros, incluyendo 72 judíos, fueron ejecutados por los nazis.
El 17 de febrero de 1949, fue nombrado Caballero de la Orden del Mérito Social en reconocimiento a su labor en las obras sociales de Lyon.

Sin embargo, Bel Hadj El Maafi se vio sorprendido por la Guerra de Argelia, ya que estaba completamente integrado en la sociedad de los antiguos combatientes de la resistencia, pero también tuvo que lidiar con el creciente movimiento independentista y anticolonial de sus compatriotas y coreligionarios argelinos, lo que lo puso en una situación complicada. Optó por mantener una postura antiindependentista, y los Servicios de Inteligencia Generales declararon que:
"Durante los eventos de Argelia, Bel Hadj el Maafi siempre manifestó sentimientos profranceses."
Debido a sus vínculos con Francia, la prefectura de Ródano y el Movimiento Nacional Argelino, fue blanco de un atentado del cual sobrevivió el 23 de abril de 1957, en plena Guerra de los Cafés. El autor del atentado, Amar Akbache, uno de los líderes del FLN en Lyon, se negó a verlo antes de ser guillotinado, considerándolo un colaborador del poder colonial. Varios prisioneros también se negaron a verlo antes de ser ejecutados, a pesar de su presencia.
Siguió participando en acciones públicas; en 1959, intervino en un juicio para hacer jurar la inocencia de un musulmán sobre el Corán, cuando el hombre fue acusado de robo por uno de sus coreligionarios. El individuo fue posteriormente absuelto por falta de pruebas, ya que el juez confió en su profesión de fe.

### Últimos años y muerte
Continuó participando en las conmemoraciones de la Segunda Guerra Mundial y el Holocausto, así como dirigiendo su mezquita, la primera de Lyon, que había obtenido en ese tiempo. La mezquita se encontraba en un pequeño espacio prestado por monjas católicas en el barrio de la Croix-Rousse, en el 11 montée Lieutenant-Allouche. Hasta su muerte, recibía a diario a decenas de correligionarios para llevar a cabo oraciones, entierros y otras prácticas religiosas.

El 6 de enero de 1972, firmó un texto conjunto contra el racismo junto con Alexandre Renard, arzobispo de Lyon y cardenal, el pastor Yves Dargigue, presidente de la Iglesia Reformada de Lyon, y Jean Kling, gran rabino de Lyon. En el texto, declaró:
"Todos los hombres, creados a imagen de Dios, son hermanos y deben ser respetados en su diferencia. Todo creyente debe reflexionar sobre el alcance real, concreto e inmediato de esta enseñanza y ser plenamente consciente de su responsabilidad ante Dios y ante el mundo."
El 27 de diciembre de 1976, después de la muerte de trece niños discapacitados y su cuidadora unos días antes en un incidente en el que se ahogaron en Lyon, algunos de los cuales eran musulmanes, participó en un servicio multiconfesional para pronunciar unas palabras en su memoria, junto al alcalde de Lyon, Francisque Collomb, Alexandre Renard y Pierre Doueil, prefecto de Ródano.
El 11 de junio de 1978, fue nombrado oficial de la Orden Nacional del Mérito en reconocimiento a sus servicios como capellán de hospitales, por el alcalde de Lyon, Louis Pradel. Luego, en 1984, fue nombrado Caballero de la Legión de Honor y finalmente, en 1989, fue ascendido a Comandante de la Orden Nacional del Mérito.
Tuvo un encuentro con el Papa Juan Pablo II en Lyon en 1986.
Falleció el 22 de febrero de 1999 a la edad de 98 años. Según el periódico Le Monde, fue muy apreciado por la comunidad musulmana debido a sus numerosas visitas a las familias de enfermos, prisioneros y militares musulmanes, aunque dejó un recuerdo ambiguo en algunos antiguos militantes del FLN.